# パーユー
パーユー王はラーンナー王朝5代目の王である。

## 伝記
彼は、先代の王たちとは違い、チエンラーイ、チエンセーン方面には居さずチエンマイに遷都した。これは、大まかにチエンセーン以北に安定がもたらされたためと言える。軍事的には、チエンコーンの国主の娘を妻に迎え東方の安定させた上で、チエンコーンのイン川上流のパヤオに対する支配権を強化した。
内政面ではパーユー王は仏教を積極的に保護した。ワット・リーチエンプラを建設その後、プラ・シンと呼ばれる仏像を招きワット・リーチエンプラに安置し、ワット・プラシンと名を改めさせた。また、アパイチュラ大長老をラムプーンから招き、大僧正とした。これらの、パーユー王の働きはラーンナー世界への仏教の普及に大きく貢献した。